# Мочаловка (приток Северной Сысерти)
Мочаловка — река в России, протекает по Сысертскому району Свердловской области. Устье реки находится в 4,9 км по левому берегу реки Северная Сысерть. Длина реки составляет 19 км. Количество притоков протяжённостью менее 10 км — 2, их общая длина составляет 8 км. Количество озёр в бассейне — 5, их общая площадь — 5,42 км².

## Данные водного реестра
По данным государственного водного реестра России относится к Иртышскому бассейновому округу, водохозяйственный участок реки — Исеть от города Екатеринбург до впадения реки Теча, речной подбассейн реки — Тобол. Речной бассейн реки — Иртыш.
Код объекта в государственном водном реестре — 14010500612111200002829.